# Voisin, voisine
Pour les articles homonymes, voir Voisin voisine.
Voisin, voisine est un téléroman français en 385 épisodes de 58 minutes, créé par Michel Cazaubiel et Sylvine Bailly, réalisé, entre autres, par Jean-Paul Dekiss et David Delrieux et diffusé du 19 septembre 1988 au 12 avril 1992 sur La Cinq.

## Historique
Pour respecter ses obligations en matière de quotas de production française, La Cinq importe du Québec le concept du téléroman.
Afin de préparer les téléspectateurs, la chaîne diffuse au préalable tout l'été qui précède, des séries québécoises:
L'Or du temps, Marisol, Belle Rive, Le Clan Beaulieu..
En tournant 18 épisodes de 60 minutes par semaine (plus de 3 épisodes par jour), La Cinq avait pour objectif de remplir, pour le moins cher possible, les quotas de productions francophones diffusées sur son antenne (400 heures/an exigées).
La série est devenue célèbre moins pour ses qualités que pour ses erreurs de tournage non corrigées : hésitations, lapsus (y compris quand un personnage mentionne le prénom de son conjoint), dialogues de remplissage improvisé, qui lui conféraient un caractère kitsch recherché des connaisseurs.
Diffusés à 9 heures le matin, puis en multi-rediffusion à des heures tardives, les épisodes, tournés à la chaîne (une demi-journée pour tourner un épisode), se distinguaient par des scénarios singulièrement simplistes, voire indigents, écrits en onze séquences, pour quatre comédiens et deux décors type Ikea. Les dialogues étaient en partie improvisés, les comédiens étant chargés d'étoffer eux-mêmes les trames, ce qui donna parfois des scènes totalement hilarantes. Cette série a en partie inspiré à Tonino Benacquista son roman Saga.
La (célèbre) musique du générique est le Menuet de Luigi Boccherini.

## Synopsis
Appelés à vivre sur le même palier, les Dumanoir et les La Tulipe partagent leurs joies et leurs peines...

## Distribution
- Pierre Jean : Albert Dumanoir
- Nicole Chausson : Olga Dumanoir
- Denis Chérer : François Dumanoir
- Sylvie Nordheim : Catherina
- Philippe Cariou : Laurent La Tulipe
- Carole Delacourt : Marie La Tulipe
- Cheryl Mardon : Cheryl
- Evelyne Bisarre : Sophia
- Bruno Liogier : Emmanuel
- Éric Do : Tom
- Jean-Bernard Guillard : Pierre
- Philippe Spiteri : Daniel
- Sophie Mounicot

## Épisodes
1. Sectes, attention danger Diffusé le 19 septembre 1988 sur La Cinq[8].

## Commentaires
Michel Boujenah dit en parlant de la série que: 

« C'est le seul feuilleton qui montre la vie au ralenti »

.

## Parodie
- Une parodie de la série a été réalisée dans Les Nuls L'émission sous le titre « Sapin, sapine », avec Dominique Farrugia dans le rôle d'Albert.